# NetAP
NetAP – Network for Animal Protection ist eine im Jahr 2008 von Tierschutzaktivisten in der Schweiz gegründete politisch und konfessionell unabhängige, gemeinnützige und international tätige Non-Profit-Organisation, die den Tierschutz zum Gegenstand hat. Ihr Sitz ist in Esslingen im Kanton Zürich.
Die Organisation bezweckt die Förderung sämtlicher Anliegen des Tierschutzes und macht dabei keinen Unterschied zwischen einzelnen Tierarten. Das Motto von NetAP ist, sich da einzusetzen, wo die Not der Tiere groß ist und die Hilfe die Lebensqualität der betroffenen Tiere auch nachhaltig verbessern kann. Seine Schwerpunkte legt NetAP in den Bereichen sogenannter Strassentiere und Nutztiere.
Der Verein beschäftigt keine Angestellten. Der Vorstand und alle Helfer arbeiten ehrenamtlich und gehen zusätzlich einer hauptberuflichen Erwerbstätigkeit nach. Ein grundlegendes Prinzip von NetAP ist, dass jede einzelne Spende vollumfänglich den Tieren zugutekommt und die finanzielle Unterstützung der Spender durch keine administrativen Kosten wie z. B. für Löhne, Mieten oder Werbung geschmälert wird.

## Geschichte
Die Organisation entstand 2008. Die Gründerin und Präsidentin, Esther Geisser, schloss sich mit weiteren erfahrenen Tierschützern zusammen, um professionellen Tierschutz nur mit engagierten Freiwilligen und ohne einen Kosten verursachenden Verwaltungsapparat zu leisten. Zudem  wollten die Gründer von NetAP effektiven Tierschutz durch die Bündelung von Tierschutzkräften betreiben, indem sie sich mit verschiedenen anderen Tierschutzorganisationen vernetzen und eng mit anderen Tierschützern zusammenarbeiten. Dieser Netzwerkgedanke schlägt sich auch im Namen der Organisation nieder.
Der Verein hat seit 2008 ein globales und organisationsübergreifendes Tierschutznetzwerk aufgebaut und arbeitet weltweit mit lokalen Partnern zusammen. So arbeitet der Verein unter anderem international mit der Soi Dog Foundation (Thailand), VSPCA (Indien) und TAPO (Tansania), in Bezug auf Tiertransporte mit Animals’ Angels (Deutschland) und sowohl national als auch international mit zahlreichen ehrenamtlich arbeitenden Tierärzten zusammen. Weitere internationale und nationale Kooperationen befinden sich im Aufbau.
In der Schweiz hat der Verein bereits einen überregionalen Bekanntheitsgrad erreicht.
2014 erhielt NetAP den Preis der Elisabeth-Rentschler Stiftung für die nachhaltige und konsequente Umsetzung des Tierschutzgedankens und die Verdienste für Nutz- und die Strassentiere.

## Schwerpunkte
Der Verein konzentriert sich auf die Verbesserung der Lebenssituation sogenannter Strassentiere und Nutz- bzw. Schlachttiere.
Folgende Kernaktivitäten gehören zum permanenten Aufgabenbereich von NetAP:
- Kastrationsaktionen und  -programme in der Schweiz und im Ausland (Jährlich kastriert NetAP Tausende von Hunden und Katzen. Dabei wird nach der Methode CCVR vorgegangen (Catch, Castrate, Vaccinate, Release), wobei die Tiere immer auch eine medizinische Grundversorgung inklusive Parasitenbehandlung bekommen.)
- Verbesserung der Lebensbedingungen sogenannter Nutztiere
- Individualtierschutz
- Ausbildung von Tierärzten für Tierschutzeinsätze
- Katastrophenhilfe[5][6][7]

## Projekte, Programme und Einsätze
Die Aktionen, Programme und Einsätze von NetAP sind auf Nachhaltigkeit und Langfristigkeit ausgerichtet.
Der Verein tritt auch im Ausland als unabhängige Organisation auf, setzt aber auf Partnerschaften und bezieht wenn möglich lokale Stellen in die Aktivitäten mit ein. Kooperationspartner sind z. B. Animals’ Angels und der Europäische Tier- und Naturschutz.

### Nutztiere und politischer Tierschutz
Durch Aufklärungsprojekte, Petitionen, aber auch durch die symbolische Rettung einzelner Tiere, leistet NetAP regelmäßig einen Beitrag gegen das Leid von sogenannten Nutztieren. NetAP unterstützte von Beginn an die europaweit lancierte Petition „8hours – Stop Long Animal Transports“, die die Beschränkung der Transportzeit für die zur Mast oder Schlachtung bestimmten Tiere auf maximal acht Stunden zum Ziel hat. NetAP arbeitet europaweit eng mit Animals’ Angels zusammen und übernimmt einen Teil der Lobbyarbeit.

### Ausbildung von Tierärzten für Tierschutzeinsätze
Zusammen mit seinem Netzwerk an Schweizer und europäischen Tierärzten bereitet NetAP weltweit Tierärzte vor Ort für Tierschutzeinsätze vor und schult lokale Tierärzte in den Einsatzländern.

### Kastrationseinsätze weltweit
Der Verein führt weltweit Kastrationseinsätze durch. Ein Netzwerk von über 40 Tierärzten aus der Schweiz, aus Deutschland und aus Österreich engagiert sich in rund 25 Einsätzen jährlich für die Kastration von Strassentieren. In der Schweiz, in Italien, Rumänien, Griechenland, Spanien und in vielen weiteren Ländern werden regelmässig Einsätze mit den ehrenamtlichen Veterinären durchgeführt. Anlässlich der Fußball-EM 2012, die eine Massentötung von Strassentieren in der Ukraine verursacht hat, setzte sich NetAP zusammen mit dem deutschen ETN e. V. gegen diese Tötungen ein und organisierte Tierärzte für die Ausbildung von lokalen Tierärzten.

### Tierschutz in Indien und Thailand
Die Mitglieder engagieren sich seit dem Tsunami im Jahr 2004 individuell und seit 2008 in NetAP organisiert für die Tiere in Thailand und Indien.
In Thailand arbeitet der Verein mit der thailändischen Organisation Soi Dog Foundation in Phuket zusammen. NetAP unterstützt auch Lanta Animal Welfare auf Ko Lanta. Der bisher grösste NetAP-Einsatz in Thailand fand von Oktober 2011 bis Januar 2012 infolge der Flutkatastrophe in Thailand statt. Insgesamt zwölf NetAP-Tierärzte standen in Bangkok vor Ort im Einsatz und sicherten die medizinische Versorgung für rund 2.000 vierbeinige Flutopfer. Die meisten der Tiere wurden nach ihrer Genesung von den NetAP-Tierärzten kastriert. 2012 setzte NetAP zudem einen Schwerpunkt in der Bekämpfung des grenzüberschreitenden, illegalen Hundefleischhandels in Thailand.
In Indien arbeitet der Verein mit der indischen Organisation Visakha Society for the Protection and Care of Animals (VSPCA) zusammen. Auch hier liegt der Schwerpunkt des Einsatzes von NetAP in der nachhaltigen Verbesserung der Lebensbedingungen von Strassentieren und Nutztieren. So unterstützt NetAP als Präventionsmassnahme ein permanentes Kastrationsprogramm für Strassenhunde und -katzen und engagiert sich unter anderem in Projekten gegen illegale Schlachttransporte.

### Eselhilfe in Tansania
Zusammen mit der Tanzania Animal Protection Organization (TAPO) verbessert NetAP die Lebensbedingungen von rund 3.500 Arbeitseseln in Tansania, unter anderem durch Aufklärung der Halter in Bezug auf Pflege, Bedürfnisse, Umgang und Versorgung der Tiere, Verbesserung der Ausrüstung und die Betreibung einer mobilen Tierklinik.

### Individualtierschutz/Tierrefugium
Das Motto lautet: „Wir können nicht alle Tiere dieser Welt retten, aber für einzelne Tiere deren ganze Welt.“ Daher hilft der Verein auch einzelnen in Not geratenen Tieren.

## Finanzierung
Der Verein finanziert sich durch Spenden und Sponsoren, ist als gemeinnützig anerkannt und steuerbefreit. Die Spenden werden vollumfänglich und unmittelbar für die Tierschutzaktionen des Vereins verwendet und es werden keine Spenden für einen allfällig angefallenen Administrationsaufwand verwendet.